# Boys Love (phim)
Boys Love (tiếng Nhật: ボーイズ ラブ) chỉ hai bộ phim Nhật Bản cùng tên đạo diễn bởi Kotaro Terauchi. Bộ phim đầu tiên có tựa đề là Boys Love được phát hành dưới dạng DVD vào ngày 24 tháng 11 năm 2006. Vì bộ phim này khá thành công, Terauchi được mời đạo diễn một phiên bản mới để chiếu trong rạp, bộ phim Boys Love phiên bản chiếu rạp. Bộ phim kể về tình yêu giữa một nam biên tập viên trẻ và một nam họa sĩ trẻ.

## Nội dung
Taishin Mamiya (Yoshikazu Kotani đóng) bắt đầu làm biên tập viên ở một tạp chí. Anh có nhiệm vụ gặp và phỏng vấn một tấm gương trẻ, Noeru Kisaragi (Takumi Saito đóng). Mặc dù có ấn tượng không tốt với Noeru, nhưng vì Taishin say mê bức tranh vẽ đại dương do Noeru vẽ anh đã đồng ý ăn tối với Noeru.
Noeru đã quấy rối tình dục Taishin trong nhà vệ sinh của nhà hàng. Sáng hôm sau, văn phòng Noeru gọi đến tòa soạn tạp chí nơi Taishin làm việc báo "Biên tập viên của anh rất mất lịch sự, hãy bảo anh ta đến xin lỗi". Khi Taishin đến nhà Noeru để xin lỗi, anh thấy Noeru đang với một người đàn ông khác. Taishin bị sốc khi cảm thấy mối quan hệ với Noeru đã vượt hơn cuộc phỏng vấn bình thường và muốn tìm hiểu hơn về Noeru.